# فيستابيا دي أويرفا
بلدية فيستابيا دي أويرفا (بالإسبانية: Vistabella de Huerva) هي بلدية تقع في مقاطعة سرقسطة التابعة لمنطقة أراغون شمال شرق إسبانيا.

## الديموغرافيا
بلغ عدد سكان بلدية فيستابيا دي أويرفا 50 نسمة عام 2011 (وفقاً للمعهد الوطني الإسباني للإحصاء).
| 34 | 35 | 39 | 35 | 46 | 45 | 50 |

## معرض صور

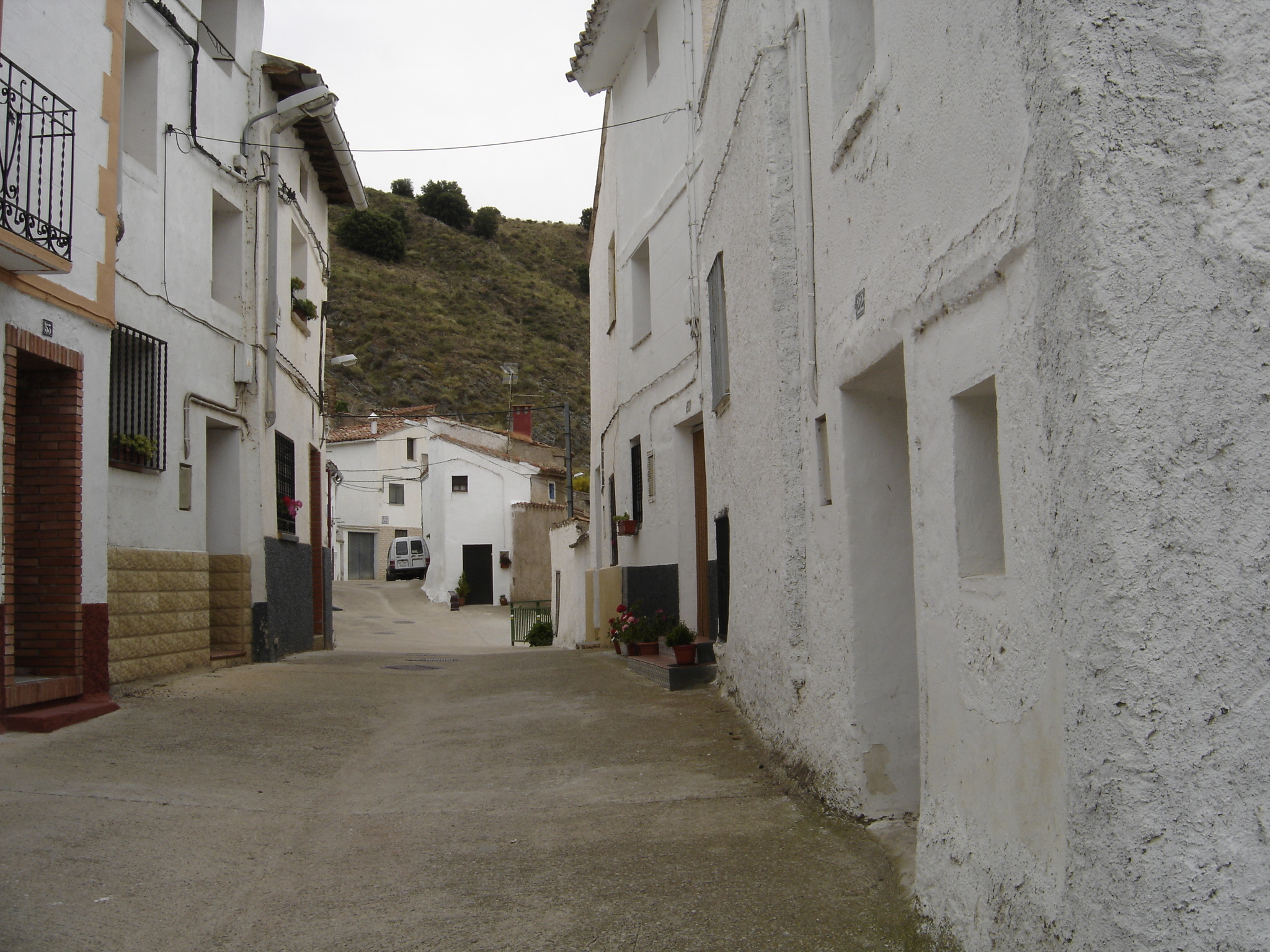
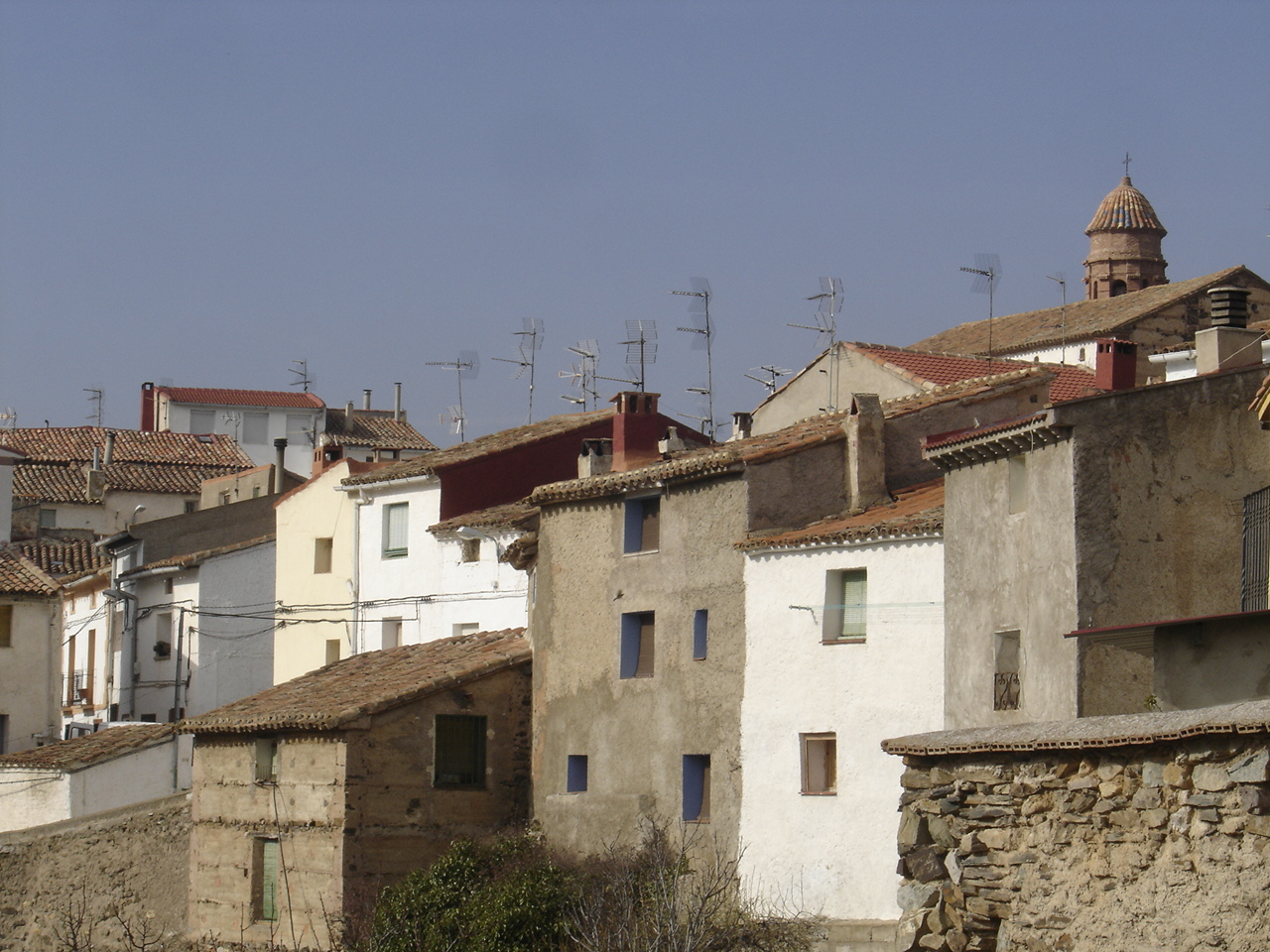
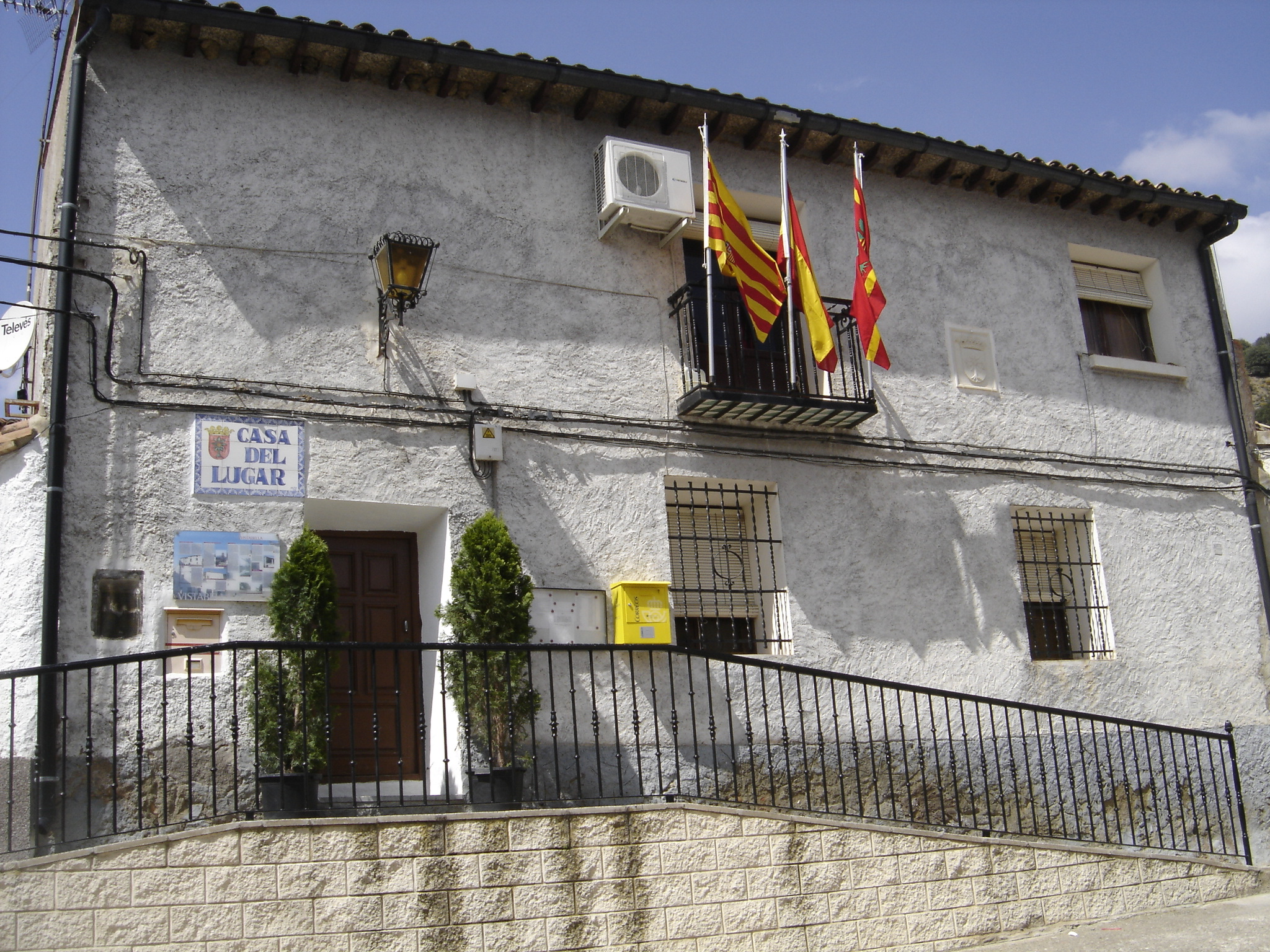
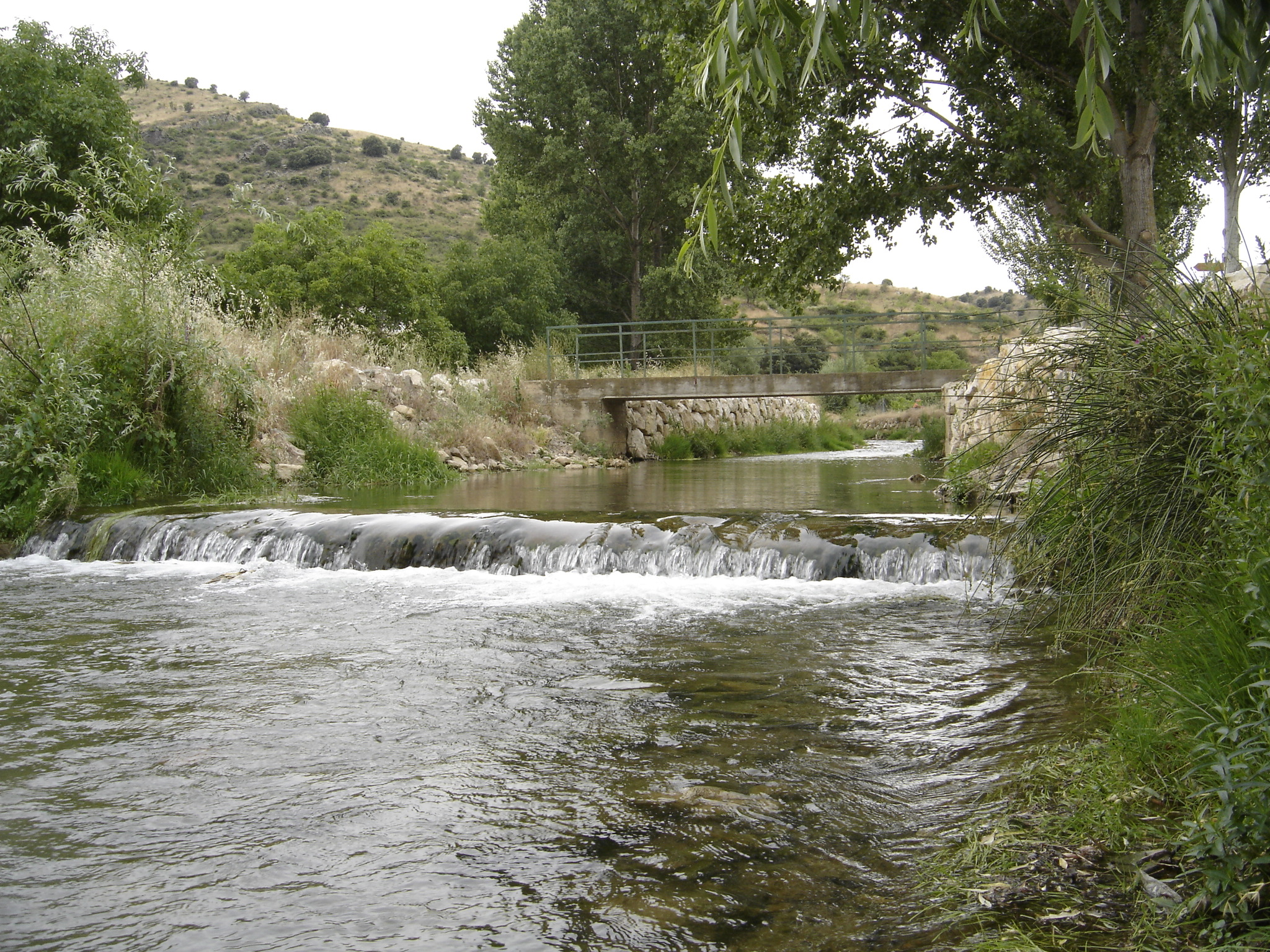